# Elektrokardiogramm

Typisches 6-Kanal-EKG

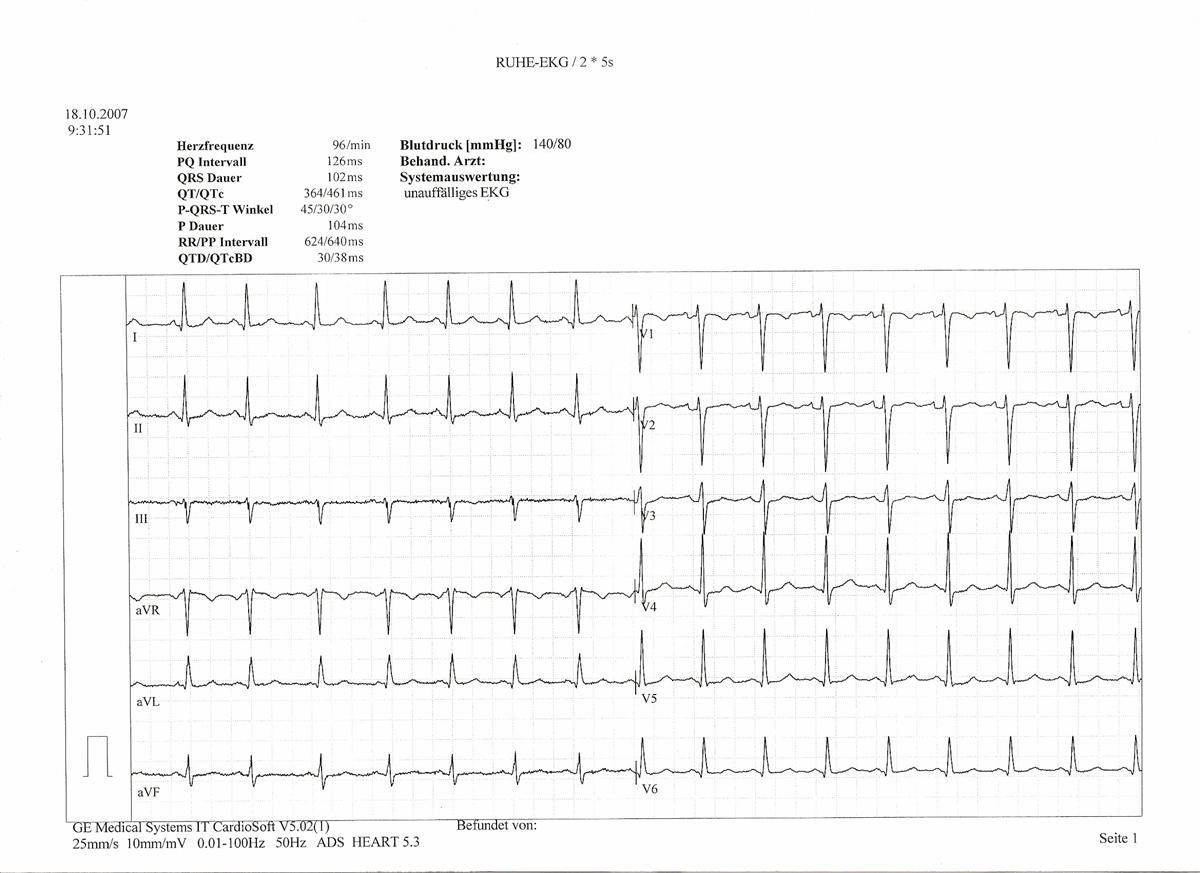
Ein unauffälliges 12-Kanal-EKG

Das Elektrokardiogramm (EKG) (zu altgriechisch καρδία kardía, deutsch ‚Herz‘, und γράμμα grámma, deutsch ‚Geschriebenes‘) ist die Aufzeichnung der Summe der elektrischen Aktivitäten aller Herzmuskelfasern mittels eines Elektrokardiografen (auch Elektrokardiograph geschrieben und EKG-Gerät genannt). Den Aufzeichnungsvorgang bezeichnet man als Elektrokardiographie. Das Elektrokardiogramm trägt im Deutschen auch die Bezeichnung Herzstrom- oder Herzspannungskurve, gelegentlich wird es auch Herzschrift genannt.
Jeder Kontraktion des Herzmuskels geht eine elektrische Erregung voraus, die im Normalfall vom Sinusknoten ausgeht. Über das herzeigene elektrische Leitungssystem aus spezialisierten Herzmuskelzellen läuft sie zu den übrigen Herzmuskelzellen. Diese elektrischen Spannungsänderungen am Herzen kann man an der Körperoberfläche messen und im Zeitverlauf aufzeichnen. Es ergibt sich ein immer wiederkehrendes Bild der elektrischen Herzaktion. Mit dem EKG lassen sich vielfältige Aussagen zu Eigenschaften und Gesundheit des Herzens treffen. Zu beachten ist, dass das Oberflächen-EKG nur die elektrische Aktivität des Herzmuskels anzeigt, nicht jedoch die tatsächliche Auswurfleistung widerspiegelt. Meist wird das EKG von zunehmend verlässlicheren Computerprogrammen ausgewertet, was jedoch die Beurteilung der Aufzeichnung auf Papier oder auf dem Bildschirm durch den Arzt nicht entbehrlich macht.

## Geschichte

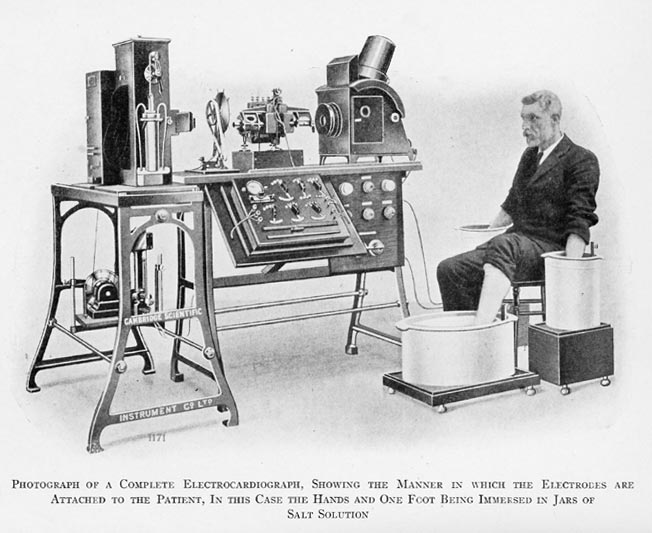
Frühe Form der EKG-Ableitung nach Einthoven durch Eintauchen der Extremitäten in Wannen mit Salzlösung

1843 erkannte Carlo Matteucci durch Experimente an Taubenherzen, dass die Herztätigkeit auf elektrischen Vorgängen beruht. 1882 leitete der Physiologe Augustus Desiré Waller an seinem Hund Jimmy das erste Mal ein EKG ab, indem er dessen vier Pfoten in leitfähige Natriumchloridlösung tauchte. 1887 konnte er erstmals Herzströme mit Hilfe eines Kapillarelektrometers aufzeichnen.
Die Instrumente wurden 1903 wesentlich von Willem Einthoven verbessert, der das EKG, aufbauend auf seinem ab 1895 entwickelten Saitengalvanometer, zu einem brauchbaren Diagnoseverfahren entwickelte und in der Klinik einführte. Die von ihm eingeführte Terminologie wird noch heute verwendet.
Er wollte zunächst auf eine einzige Ableitung standardisieren, bei der der Patient beide Arme in getrennte Lösungen taucht (Einthoven I). Da das nicht ausreichte, kamen die weiteren Extremitätenableitungen Einthoven II (rechter Arm – linkes Bein) und III (linker Arm – linkes Bein) sowie später die um 1929/1930 bekanntgemachten Wilson-Ableitungen an der Brustwand (nach Frank Norman Wilson, 1934) und die Goldberger-Ableitungen (nach Emanuel Goldberger, 1942) hinzu, welche unten erläutert werden. In den 1950er Jahren gab es bereits tragbare Elektrokardiographen, etwa das Modell Cardioscript von dem Alfelder Hersteller Elektroquenz Fritz Schwarzer GmbH.

## Nutzen
Das EKG ist ein schmerzloses, nicht eingreifendes (nicht-invasives), jederzeit wiederholbares und fast überall durchführbares Untersuchungsverfahren.
Aus dem EKG können Herzfrequenz, Herzrhythmus und der Lagetyp (elektrische Herzachse, vgl. Cabrerakreis) bestimmt und die elektrische Aktivität von Herzvorhöfen und Herzkammern abgelesen werden. Für die Diagnostik von Herzrhythmusstörungen wie Extraschlägen (Extrasystolen) und Störungen der Erregungsleitung und -ausbreitung (z. B. Schenkelblock und AV-Block) ist das EKG ebenso unverzichtbar wie zur Erkennung einer Myokardischämie oder eines Herzinfarktes. Störungen der Erregungsrückbildung (Repolarisation) können zu sogenannten Kammerendteilveränderungen (Veränderungen der ST-Strecke oder der T-Welle) führen. Die Aktivität eines Herzschrittmachers stellt sich als sehr schmaler, senkrechter Strich (Spike) dar.
Das EKG kann auch Hinweise auf eine Verdickung der Herzwand (Hypertrophie des Myokards), eine abnorme Belastung des rechten oder linken Herzens, Entzündungen von Herzbeutel (Perikarditis) oder Herzmuskel (Myokarditis) sowie Elektrolytstörungen und unerwünschte Arzneimittelwirkungen liefern.
Bezüglich der meisten Diagnosen liefert das EKG nur Hinweise und darf nicht unabhängig vom klinischen Bild beurteilt werden (z. B. Herzinfarkt, Hypertrophiezeichen, Myokarditis). Lediglich bei Störungen des Herzrhythmus oder der Erregungsleitung kann man aus dem EKG allein meist schon eine klare Diagnose stellen.

## Physikalische Grundlagen
Herzmuskelzellen weisen im Ruhezustand (wie alle Zellen) ein negatives Membranpotential auf, d. h. die Außenseite der Membran ist positiv geladen, während die Innenseite negativ geladen ist. Bei elektrisch erregten Zellen verhält es sich umgekehrt, hier ist der Extrazellularraum negativ geladen. Das EKG misst Spannungen an der Körperoberfläche, die von der Ladungsverteilung im Extrazellularraum herrühren; intrazelluläre Ladungen werden nicht erfasst. Eine extrazelluläre Spannungsmessung zwischen zwei Punkten über der Plasmamembran einer Herzmuskelzelle würde nur dann eine elektrische Spannung ungleich null ergeben, wenn an genau einer der beiden Elektroden die Membran depolarisiert ist, denn zwischen positiv und positiv oder negativ und negativ besteht keine Potentialdifferenz.
Zur Vereinfachung der mathematischen Beschreibung soll die Ladungsverteilung in diesem kleinen Teil des Herzmuskels zum elektrischen Dipol idealisiert werden. Dabei wird die gesamte negative Ladung gedanklich auf einen Punkt am erregten Membranabschnitt konzentriert, während die gesamte positive Ladung in gleicher Weise dem nicht erregten Abschnitt zugeschrieben wird. Die Strecke Vektor d von der negativen zur positiven Ladung multipliziert mit der Ladung q ist dann gleich dem elektrischen Dipolmoment Vektor p:
{\displaystyle {\vec {p}}=q\cdot {\vec {d}}}
Für das elektrische Potential im Feld eines Dipols gilt in Abständen r, die den Abstand der Ladungen bei weitem übersteigen, die Gleichung
{\displaystyle \varphi ={\frac {1}{4\pi \varepsilon _{0}}}{\frac {{\vec {p}}\cdot {\vec {r}}}{r^{3}}}}.
Zwischen den Punkten A und B, die sich im gleichen Abstand r von Zentrum des Dipols befinden (die Vektoren zu den beiden Punkten können sich trotzdem unterscheiden), besteht demnach die Spannung
{\displaystyle U_{\text{AB}}=\Delta \varphi ={\frac {1}{4\pi \varepsilon _{0}}}{\frac {{\vec {p}}\cdot {\vec {r}}_{\text{B}}}{r^{3}}}-{\frac {1}{4\pi \varepsilon _{0}}}{\frac {{\vec {p}}\cdot {\vec {r}}_{\text{A}}}{r^{3}}}={\frac {1}{4\pi \varepsilon _{0}}}{\frac {{\vec {p}}\cdot {\overrightarrow {\text{AB}}}}{r^{3}}}}.
Die Bildung des Skalarproduktes
{\displaystyle {\vec {p}}\cdot {\overrightarrow {\text{AB}}}={\overline {\text{AB}}}\cdot \cos \alpha \cdot p={\overline {\text{AB}}}\cdot p_{\text{AB}}}
kann dabei als Projektion des Vektors p auf die Gerade durch A und B verstanden werden. Da alle weiteren Größen zeitlich konstant sind, lautet die entscheidende Erkenntnis zum Verständnis des EKG, dass die gemessene Spannung zum projizierten Anteil des Dipolmoments proportional ist:
{\displaystyle U_{\text{AB}}\sim p_{\text{AB}}}
Bei Betrachtung des gesamten Herzens müssen freilich viele solcher Dipolmomente berücksichtigt werden, die beschriebenen Zusammenhänge gelten jedoch weiterhin, wenn man p durch die Summe aller Dipolmomente P ersetzt. Anstelle der Punkte A und B treten in der Praxis des EKG Ableitungen, deren korrespondierende Vektoren {\displaystyle {\overrightarrow {\text{AB}}}} im Cabrerakreis abgelesen werden können. Zur Ableitung I, die zwischen dem rechten und linken Arm gemessen wird, gehört beispielsweise ein Vektor, der horizontal nach links zeigt.
Umgekehrt kann auch aus gemessenen Spannungen der Vektor des summierten Dipolmoments errechnet werden. Dazu sind mindestens drei Ableitungen notwendig, deren Vektoren linear unabhängig sind, also nicht alle in einer Ebene liegen. Die sich ergebende Darstellung des EKG durch einen im zeitlichen Verlauf im 3D-Raum rotierenden und in der Länge veränderlichen Pfeil heißt Vektor-EKG.

## Arten

Tragbarer EKG-Monitor mit integriertem Defibrillator und externem Schrittmacher

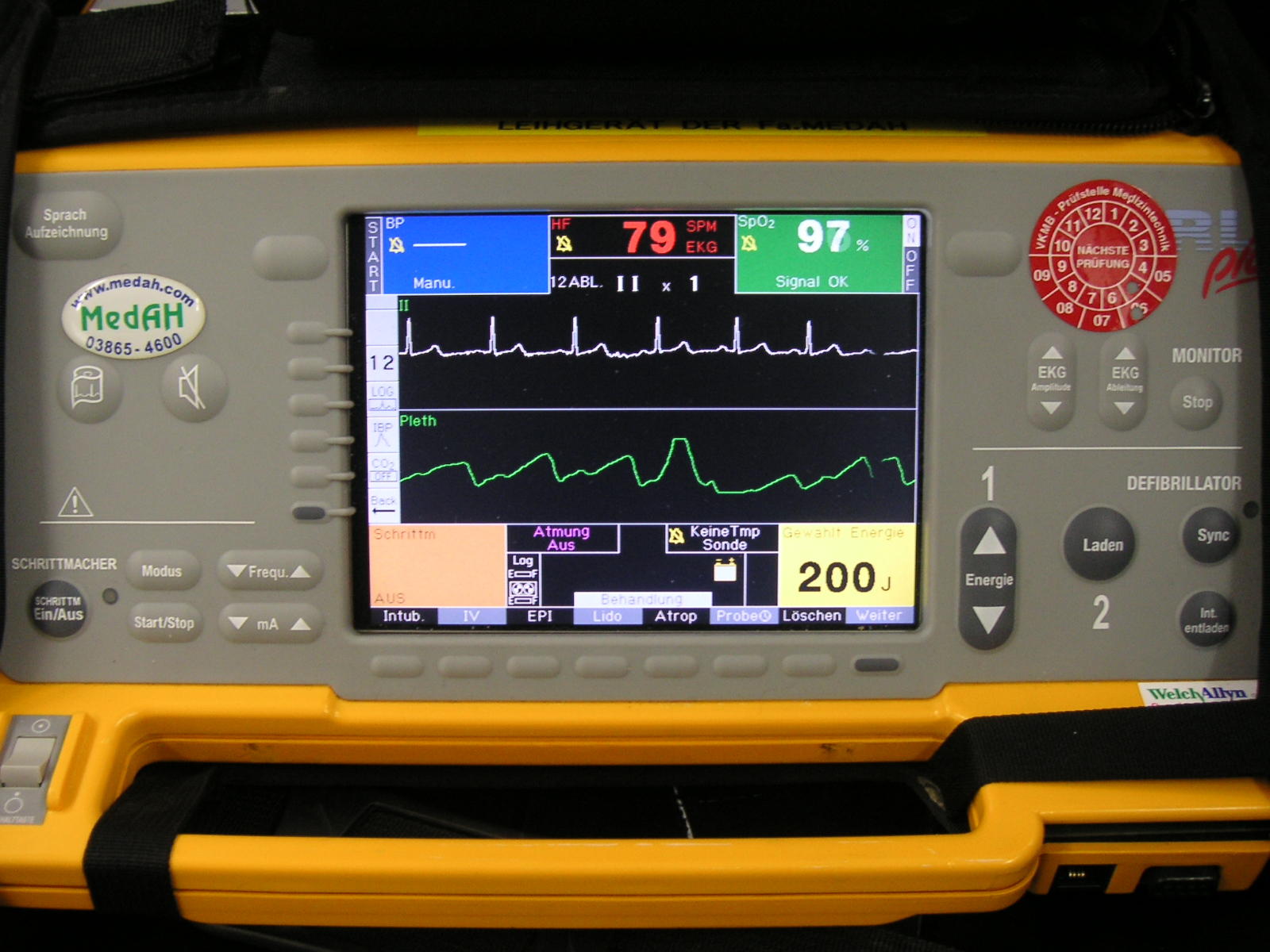
Nahansicht mit erkennbarem Sinusrhythmus

### Ruhe-EKG
Das normale Ruhe-EKG wird meist im Liegen angefertigt. Da es nur einige Sekunden dauert, kann man es auch bei Notfällen gut durchführen. Es ist als kardiologische Basisuntersuchung die Variante mit der größten Aussagekraft. Nur zeitweise auftretende Herzrhythmusstörungen (z. B. Extrasystolen, Salven, nächtliche Pausen) werden eventuell nicht erfasst.

### Langzeit-EKG
Zur Aufzeichnung des Langzeit-EKGs (syn.: Holter Monitor oder kurz Holter; benannt nach seinem Erfinder Norman Jefferis Holter) trägt der Patient meist über 24, manchmal auch über 48 oder 72 Stunden ein tragbares EKG-Gerät mit sich. Es werden kontinuierlich meist zwei oder drei Kanäle abgeleitet. Es wird in erster Linie zur Rhythmusdiagnostik verwendet und beantwortet die Fragen, ob durchgehend ein Sinusrhythmus vorliegt und dieser der körperlichen Belastung entsprechend variabel ist, ob Pausen oder Bradykardien vorkommen (z. B. passagere Sinusbradykardie bei Sick-Sinus-Syndrom, AV-Blockierungen, bradykardes Vorhofflimmern), oder kann dem Nachweis bösartiger Herzrhythmusstörungen (z. B. ventrikuläre Salven oder ventrikuläre Tachykardien) dienen. – Davon abzugrenzen ist der Event-Recorder, welcher vom Patienten während bestimmter Ereignisse (englisch: event) ein- und ausgeschaltet wird. Er speichert die Daten. Wie beim Holter werden die Elektroden für mehrere Tage auf die Haut geklebt; es gibt auch implantierbare Ereignisrecorder, welche mehrere Jahre belassen und über Magnetspulen ausgelesen werden können.

### Belastungs-EKG
Bei der Ergometrie wird üblicherweise entsprechend WHO-Schema der Patient definiert belastet. Dies wird verwendet, um das maximale Belastungsniveau sowie den Anstieg von Blutdruck und Herzfrequenz unter Belastung zu bestimmen. Des Weiteren können belastungsinduzierte Herzrhythmusstörungen sowie Erregungsrückbildungsstörungen provoziert und dokumentiert werden. Abgebrochen werden sollte das Belastungs-EKG, wenn der Blutdruck zu hoch ansteigt, bei fehlendem Blutdruckanstieg und Blutdruckabfall, bei Angina Pectoris, bei allgemeiner Erschöpfung (Schwindel, Atemnot, Schmerzen in den Beinen etc.) und wenn der Maximalpuls erreicht ist (Faustregel zur Berechnung: [220 minus Lebensalter in Jahren] pro Minute). Blutdruck und Herzfrequenz sollten auch noch während einer Erholungsphase gemessen werden.

### Fetales EKG
Das fetale Elektrokardiogramm ist ein selten in der Pränataldiagnostik verwendetes Verfahren zur vorgeburtlichen Analyse der kindlichen Herzaktionen. Hierbei kann nach Blasensprung das EKG direkt via spezieller Elektroden von der Kopfhaut des Fötus oder indirekt über die Bauchdecke oder das Rektum der Schwangeren abgeleitet werden.

### Telemetrie
Eine Telemetrie (kurz Tele) ist eine Überwachungsmöglichkeit im Krankenhaus. Ähnlich dem Langzeit-EKG trägt der gehfähige Patient ein mobiles Gerät bei sich, welches das EKG jedoch nicht aufzeichnet, sondern via Funk an einen Computer sendet. Die Daten werden dort kontinuierlich angezeigt und automatisch analysiert. Entsprechend einstellbarer Vorgaben (Alarmgrenzen) alarmiert der Computer akustisch und visuell das Personal. – Davon abzugrenzen ist zum Beispiel die Schwimmtelemetrie (auch Wassertelemetrie genannt). Hier werden die Herzaktionen entweder wie bei dem Holter Monitor diskontinuierlich gespeichert oder wie bei der Telemetrie kontinuierlich an eine Zentraleinheit gesendet.

### Monitor
Ähnlich der Telemetrie überwacht ein Monitor einen liegenden Patienten im Krankenhaus. Im Gegensatz zur Tele registriert dieses Gerät jedoch nicht nur das EKG, sondern teilweise auch eine Vielzahl anderer Parameter (Blutdruck, Sauerstoffsättigung, Körpertemperatur u. v. m.). Der Vorgang wird Monitoring genannt.

### Implantierbarer Herzmonitor
Der implantierbare Herzmonitor (engl. insertable cardiac monitor oder implantable loop recorder, ILR) ist ein EKG-Gerät, das den Herzrhythmus bis zu drei Jahre lang 24 Stunden täglich überwacht und Unregelmäßigkeiten aufzeichnet. Das gespeicherte EKG kann Aufschluss darüber geben, ob Ohnmachtsanfälle eine kardiale Ursache haben. Der Herzmonitor ist so groß wie ein USB-Stick und wird bei einem Routineeingriff, unter örtlicher Betäubung, über einen kleinen Schnitt unter die Haut geschoben.

### Intrakardiales EKG (Mapping)
Im Rahmen einer elektrophysiologischen Untersuchung (abgekürzt EPU) wird ein intrakardiales EKG über Elektroden abgeleitet, die meist über einen venösen Zugang (Leiste oder Arm) zum Herzen vorgeschoben werden. Es wird verwendet, um Herzrhythmusstörungen genauer zu differenzieren. Der Untersucher ist hierdurch in der Lage, ein präzises elektrisches Bild des Herzens zu erstellen. So entsteht gewissermaßen eine Landkarte (englisch: map) des Herzens.

### Ösophagus-EKG
Gefilterte bipolare transösophageale elektrokardiograpische Ableitungen auf der Höhe der linken Herzkammer lassen sich im Rahmen einer kardialen Resynchronisationstherapie zur Darstellung interventrikulärer Leitungsverzögerungen nutzen. Transösophageale Ableitungen auf der Höhe des mittleren linken Vorhofs eignen sich vorteilhaft für die Differentialdiagnose von Rhythmusstörungen. Bei Trägern vorhofbeteiligter Schrittmacher und Defibrillatoren gelingt mit ihnen die Bestimmung interatrialer Leitungszeiten, welche als Grundlage für eine individuelle Optimierung hämodynamischer Schrittmacherparameter (AV-Intervalle) genutzt werden können.

### Endo-EKG
Zur Lagekontrolle eines zentral-venösen Katheters kann die Ableitung der P-Wellen mittels Endo-EKG über den Katheter benutzt werden um die korrekte Position der Katheterspitze nachzuweisen, ohne dass eine zusätzliche Röntgenuntersuchung nötig ist.

### Smartphone- / Smartwatch-EKG
Über einen Sensor in einer Smartphone-Hülle oder einer Smartwatch wird ein Einzelkanal-Elektrokardiogramm aufgezeichnet und an eine Software übertragen. Der EKG-Rhythmus wird angezeigt und die Software erkennt das Vorliegen von Vorhofflimmern und normale Sinusrhythmen. Solche Systeme sind für die Verwendung durch medizinische Fachleute, Patienten mit bekannter oder vermuteter Herzerkrankung und interessierte Laien vorgesehen. Die Detektionsgenauigkeit für Vorhofflimmern ist hoch.

## Ableitungen
Elektrische Spannungen werden immer zwischen zwei Punkten gemessen, die in der Medizin Ableitungspunkte genannt werden. Auf diese Punkte werden Elektroden auf die Haut geklebt, die mit dem EKG-Gerät über elektrische Messkabel verbunden sind. Die gemessenen elektrischen Potentiale werden Ableitungen genannt. Es gibt 12 Standardableitungen.

### Polarität
Man unterscheidet bipolare und unipolare Ableitungen:
- Bei bipolaren Ableitungen wird die Spannung zwischen zwei gleichberechtigten Punkten der Körperoberfläche registriert.
- Bei unipolaren Ableitungen erfolgt die Messung zwischen einer differenten und einer indifferenten (nahezu potentialkonstanten) Bezugselektrode (die entweder großflächig realisiert wird oder durch Mittelwertsbildung mehrerer Elektrodenspannungen entsteht). Da es praktisch nirgendwo ein Nullpotential gibt, nennt man diese auch oft semiunipolar.

### Definierte Ableitungen
In der Kardiologie gibt es verschiedene Vereinbarungen, an welchen Stellen am Körper man die zeitlich variablen Spannungen des Herzens ableiten soll.
- Bei der bipolaren Ableitung nach Einthoven wird die elektrische Potenzialänderung über drei Elektroden gemessen, die in der Regel nach dem Ampel-Schema geklebt werden: rechter Arm: rot, linker Arm: gelb, linkes Bein: grün („Einthoven-Dreieck“). Gemessen werden die Potentiale
  - Einthoven I (rechter Arm – linker Arm),
  - Einthoven II (rechter Arm – linkes Bein) und
  - Einthoven III (linker Arm – linkes Bein).
- Bei der unipolaren Ableitung nach Goldberger befinden sich die drei Elektroden an denselben Körperstellen wie bei Einthoven. Gemessen werden die Potentiale zwischen jeweils zwei als indifferente Elektrode zusammengeschalteten Ableitungspunkten und der dritten, der differenten Elektrode. Es ergeben sich
  - aVR (augmented Voltage Right) als Potential gegen die Elektrode am rechten Arm,
  - aVL (augmented Voltage Left) als Potential gegen die Elektrode am linken Arm und
  - aVF (augmented voltage Foot) als Potential gegen die Elektrode am linken Bein.

Brustwandableitungen nach Wilson

- Brustwandableitungen nach Wilson Bei den unipolaren Brustwandableitungen nach Wilson werden sechs oder neun Elektroden benutzt.
  - Elektrode V1 wird im 4. Interkostalraum (ICR) (unter der 4. Rippe) rechts neben dem Brustbein angebracht,
  - V2 im 4. Interkostalraum am linken Sternalrand.
  - V4 liegt im 5. ICR in der linken Medioklavikularlinie, also auf halber Länge des Schlüsselbeins,
  - V3 liegt zwischen V2 und V4 (auf der 5. linken Rippe).
  - V5 und V6 werden jeweils auf Höhe von V4 geklebt unabhängig vom Interkostalraum, wobei V5 auf der vorderen und V6 auf der mittleren linken Axillarlinie liegen.
  - Diese Ableitungen können durch die Ableitungen V7–V9 ergänzt werden, die auch alle auf gleicher Höhe wie V4–V6 liegen. V7 liegt in der hinteren Axillarlinie, V8 in der Scapularlinie und V9 in der Paravertebrallinie.

Gemessen wird die Spannung gegen die zusammengeschalteten Elektroden nach Goldberger (unipolar) durch ein Widerstandsnetzwerk, die somit zur indifferenten Elektrode werden. Diese zusätzlichen Ableitungen werden häufig bei Verdacht auf einen hohen Hinterwandinfarkt verwendet. Zum Nachweis eines Myokardinfarkts des rechten Ventrikels dienen auch die rechtspräkordialen Ableitungen, vor allem V3R und V4R, die analog zu den Standardbrustwandableitungen (V1R→V1, V2R→V2 etc.) auf der rechten Thoraxseite angebracht werden.
- Die Ableitung nach Nehb ist eine bipolare Brustwandableitung, die vor allem zur Diagnostik von Herzhinterwandinfarkten verwendet wird. Für diese Ableitungen werden drei Ableitungspunkte Nst (Sternalansatz der zweiten rechten Rippe), Nap (5. ICR, linke Medioklavikularlinie) und Nax (5. ICR, hintere linke Axillarlinie) verwendet. Die Klebung der Elektroden erfolgt in der Reihenfolge rot, grün, gelb. Diese Ableitung zeigt das kleine Herzdreieck und dient der Darstellung von Potenzialänderungen der Herzhinterwand. Technisch gesehen ist es lediglich eine Verschiebung der Ableitungspunkte nach Einthoven auf die Brustwand. Die drei Nehbschen Ableitungen sind
  - Nehb D (für dorsal, ursprünglich Nehbsche Ableitung I): rechter Arm – linker Arm
  - Nehb A (für anterior, ursprünglich Nehbsche Ableitung II): rechter Arm – linkes Bein
  - Nehb I (für inferior, ursprünglich Nehbsche Ableitung III): linker Arm – linkes Bein

Die ursprünglichen Bezeichnungen mit römischen Zahlen sollten nicht benutzt werden, um eine Verwechslung zwischen Nehbscher Ableitung I (römische 1) und Nehb I (Majuskel i für inferior) zu vermeiden.
- Eine weitere, vor allem in der Notfallmedizin zunehmend Bedeutung erlangende Ableitung ist die modifizierte Lewis-Ableitung. Hierbei werden die Extremitätenelektroden wie folgt angebracht: Rot über dem Manubrium sterni, gelb im 4. oder 5. ICR rechts parasternal, grün im Bereich des rechten Rippenbogens auf der mittleren Axillarlinie. Wird nun am Gerät Ableitung I ausgewählt (Messung zwischen rot und gelb), so werden die P-Wellen besonders hervorgehoben, was zur Unterscheidung einiger Rhythmusstörungen (z. B. Vorhofflattern) wichtig ist.

Diese Vielzahl verschiedener Ableitungen ist nötig, um Ströme in verschiedenen Richtungen und damit Veränderungen in verschiedenen Bereichen des Herzmuskels zu erfassen. Dies dient zur Lokalisierung von Infarkten, Leitungsblöcken und Lagetypen (s. u.). Dabei zeigen die Brustwandableitungen V2–V6 auf die Vorderwand, I und aVL auf die Seitenwand der linken Herzkammer und II, III, aVF auf ihre Hinterwand. Die rechte Herzkammer ist allgemein nur selten von Bedeutung. Neben den Standardableitungen gibt es noch weitere zusätzliche Ableitungen, zum Beispiel um eine Rechtsherzhypertrophie oder einen Situs inversus mit einer Dextrokardie zu diagnostizieren.

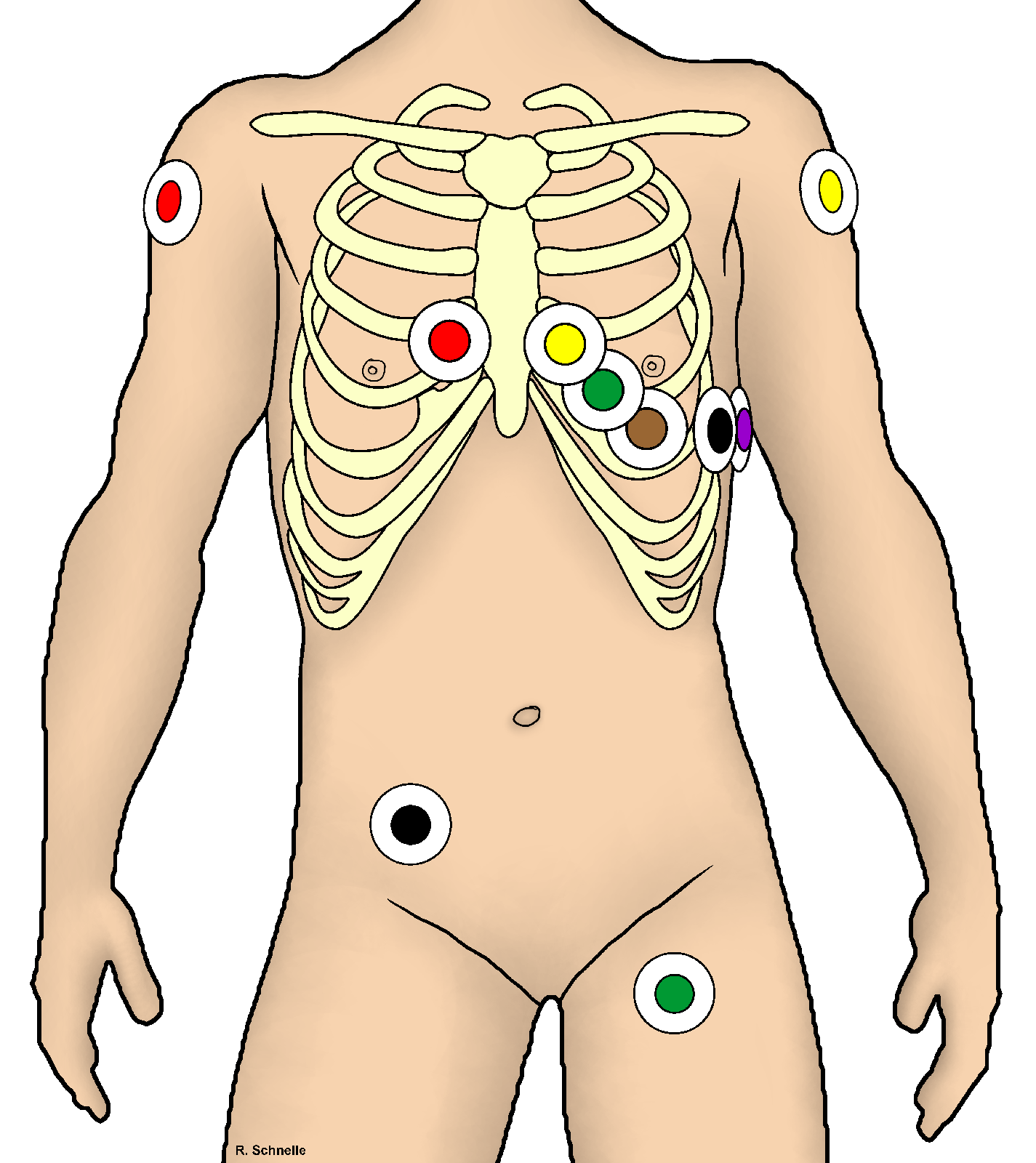
Um Artefakte und Probleme mit den Kabeln zu vermindern, kann (mit hinreichender Genauigkeit) an den gezeigten Orten abgeleitet werden. Das Anbringen der Extremitäten-Elektroden am Torso kann das EKG verfälschen, wobei selbst Infarkte übersehen werden können. Über die schwarze Elektrode wird nicht abgeleitet. Wo sie angebracht wird, ist nicht wichtig.

Auch unter den Bedingungen der präklinischen Notfallmedizin kommt es auf eine richtige Elektrodenposition an. Aus verschiedenen Gründen können die Extremitätenelektroden nicht ganz distal, sondern im proximalen Bereich der Extremitäten angebracht werden. Zum Aufsuchen der Brustwand-Ableitungen empfiehlt sich das Tasten des Sternalwinkels (Angulus sterni oder Ludovici, zwischen dem Handgriff und dem Körper des Brustbeins), in dessen Höhe die 2. Rippe ansetzt. Unterhalb befindet sich also der 2. Interkostalraum.

## Maßnahmen zur Störgrößenminimierung
- Elektrische Störfelder:
  - Möglichst symmetrischer Aufbau (Messkabel und Leiterbahnen dicht zusammen und gleich lang, gleiche Elektroden verwenden)
  - Abschirmung von Ableitungskabeln (Koaxialkabel)
  - Galvanische Trennung der Steuer- und Bedieneinheit von der (analogen) Messschaltung
  - Bandpassfilter hoher (4. oder 5.) Ordnung im Signalweg zur Unterdrückung störender Frequenzen
  - Vergrößern des Abstandes zwischen Störquelle und Messanordnung
  - Abschirmung des Gehäuses und des Patienten durch einen Faradayschen Käfig

- Magnetische Störfelder:
  - Verdrillen der Messleitung
  - Schirmen der Messleitungen mit ferromagnetischem Material (Stahlrohr)
  - Vergrößern des Abstandes zwischen Störquelle und Messanordnung
  - Veränderung der Patientenlage

- Elektroden:
  - Möglichst exakt gleiche Elektrodenimpedanzen
  - Minimale Elektrodenimpedanzen durch vorheriges Entfetten, Entschuppen der Haut und große Berührflächen
  - Fixierung der Elektroden gegen Bewegung (besonders bei EKG-getriggerter Bildgebung)
  - Elektrodenanpressdruck so hoch, wie vernünftigerweise erreichbar

- Verstärker:
  - Hoher Eingangswiderstand/Impedanz (> 108 Ohm), dadurch besseres Nutzsignal im Vergleich zum Störanteil
  - Geringe Eingangskapazität (z. B. durch angeschlossenes Kabel) (< 2000 pF), da sonst Verfälschungen des Eingangssignals durch Tiefpasswirkung
  - Spezialisierte Instrumentenverstärker mit sehr hoher Gleichtaktunterdrückung

- Entkopplung des Patienten vom medizinischen Gerät und von seinen auf Phase bezogenen Schaltteilen durch Galvanische Trennung bringt Vorteile:
  - Erhöhung der Gleichtaktunterdrückung
  - Erhöhung des Isolationswiderstandes
  - Reduzierung der Patientenableitströme

## Nomenklatur und Normwerte

Schematische Darstellung eines EKG mit Bezeichnungen

Das EKG wird auf Millimeterpapier oder elektronisch aufgezeichnet. Dabei betragen die (horizontale) Schreibgeschwindigkeit meist 25 mm/s oder 50 mm/s und die (vertikale) Auslenkung 10 mm/mV. Bei einem Vorschub von 50 mm/s entspricht demnach ein Millimeter, also in Schreibrichtung, 0,02 s und in der Höhe 0,1 mV. Vor der Aufzeichnung geben die meisten Geräte eine Eichzacke aus, die einem Ausschlag von 1 mV über 100 ms entspricht. Bei korrektem Normalbetrieb ist diese Eichzacke also 1 cm hoch und 5 mm breit; bei einer Schreibgeschwindigkeit von 25 mm/s hat sie dagegen eine Breite von nur 2,5 mm. Die Eichzacke dient also als Referenz für die folgende Ableitung und erlaubt eine Kontrolle der Gerätefunktion (Kalibrierung und Justierung). Bei älteren manuell bedienbaren Geräten wurden die Eichzacken durch Drücken einer Taste und Anlegen einer Spannung von 1 mV generiert, deren Dauer hatte keine Bedeutung. Bei diesen älteren Geräten wurde manchmal durch wiederholtes Drücken bei der EKG-Registrierung angezeigt, welche Ableitung geschrieben wurde, die aufgezeichneten Kurven wurden erst nachträglich beschriftet.
Bezeichnung und Bedeutung der einzelnen Abschnitte:

### Wellen

#### P-Welle
Die P-Welle entspricht der Vorhoferregung. Sie entsteht üblicherweise durch die Reizbildung im Sinusknoten. Der elektrische Reiz breitet sich vom hohen rechten Vorhof in die Richtung des AV-Knotens aus, weshalb die P-Welle auch als „Vorhofzacke“ bezeichnet wird.
Normal-Konfiguration:
- Ausrichtung: weitgehend positiv, in III, aVR und V1 auch negativ,[10] biphasisch in rechtspraekordialen Ableitungen
- Dauer: max. 100 ms
- Amplitude: 0,1–0,3 mV

Entsteht die elektrische Erregung nicht im Bereich des Sinusknotens, sondern beispielsweise verursacht durch einen Extraschlag im Vorhofbereich (supraventrikuläre Extrasystole), so kann die Konfiguration von der obigen deutlich abweichen. Meist findet sich dann auch eine atypische PQ-Zeit.

#### QRS-Komplex
→  Hauptartikel: QRS-Komplex.
Der QRS-Komplex (max. 100 ms) (ohne pathologische Veränderung findet man bei bis zu 21 % der Bevölkerung Werte bis 120 ms) entspricht der Kammererregung, wobei mit
- Q der erste negative Ausschlag, mit
- R der erste positive Ausschlag und mit
- S der negative Ausschlag nach der R-Zacke bezeichnet werden.

#### T-Welle
Die T-Welle entspricht der Erregungsrückbildung der Kammern. Da sie aufgrund unterschiedlicher Leitungsgeschwindigkeiten in verschiedenen Ventrikelregionen von der Herzspitze zur Herzbasis aus verläuft (und damit in umgekehrter Richtung der Kammererregung), erzeugt sie einen positiven Ausschlag im EKG.
Bei Kindern (außer Neugeborenen) ist sie gewöhnlich in den Brustwandableitungen V1, V2 und V3 – sowie bei 25 % der Individuen in Ableitung III – negativ.
Bei einer Hypokaliämie kommt es zur Abflachung der T-Wellen, bei der Hyperkaliämie werden sie hoch und spitz.

#### U-Welle

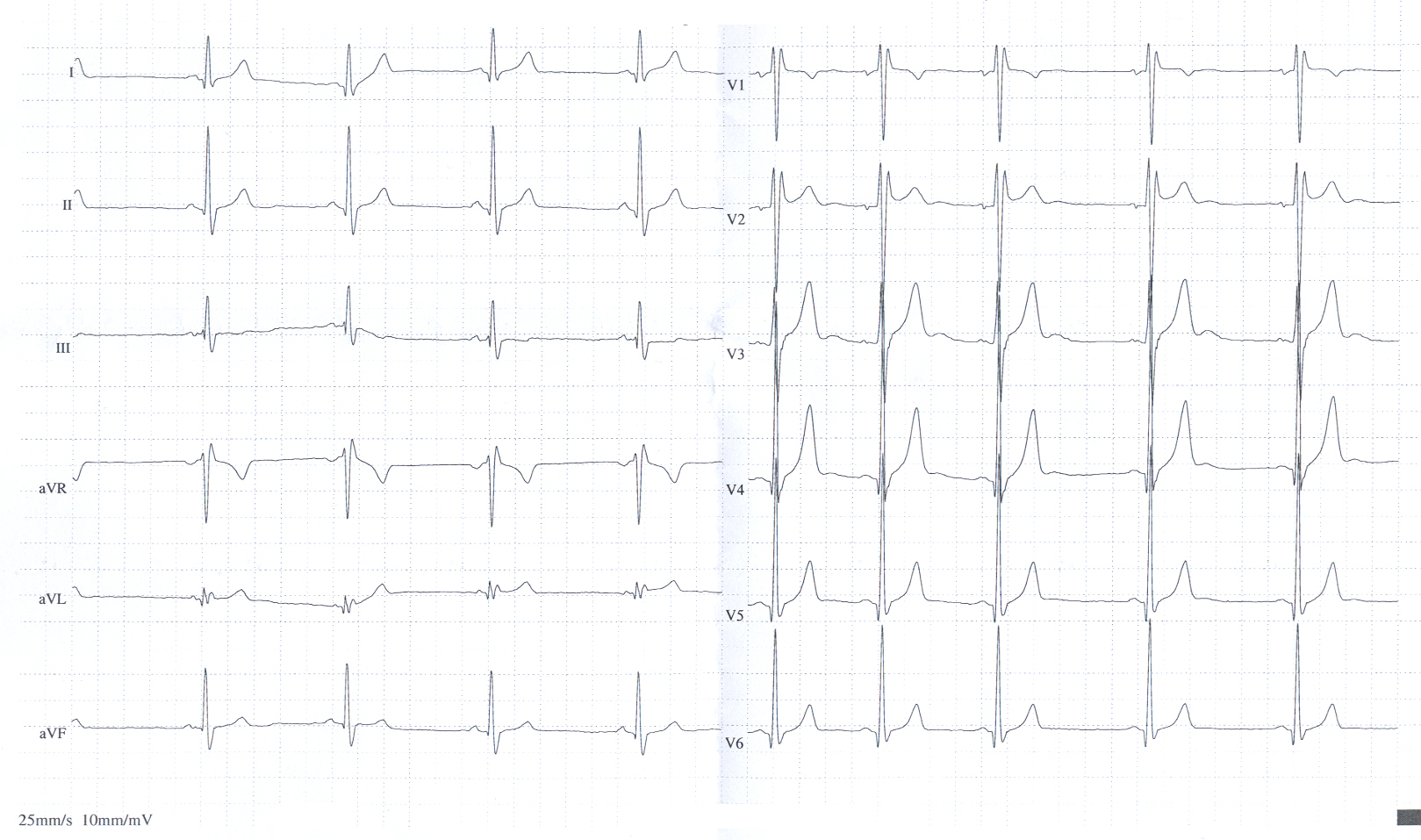
Ein EKG eines 18-jährigen Patienten mit sichtbaren U-Wellen, am besten in der Ableitung V3 sichtbar.

Die U-Welle ist eine mögliche Erscheinung nach der T-Welle; sie entspricht Nachschwankungen der Kammererregungsrückbildung, beispielsweise bei Elektrolytstörungen wie z. B. Hypokaliämie.

### Intervalle

#### PQ-Intervall
PQ-Intervall oder auch PQ-Zeit (max. 200 ms): Abstand vom Beginn der P-Welle bis zum Beginn der Q-Zacke, Ausdruck der atrioventrikulären Leitungszeit, also die Zeit zwischen dem Beginn der Erregung der Vorhöfe und der Kammern (Erregungsüberleitungszeit). Wenn keine Q-Zacke vorhanden war, spricht man von einem PR-Intervall (oder PR-Zeit).

#### QT-Intervall
QT-Intervall (oder QT-Zeit) heißt der Abstand vom Beginn der Q-Zacke bis zum Ende der T-Welle. Seine Normobergrenze ist variabel, weil sie mit zunehmender Herzfrequenz abnimmt. Die QT-Zeit bezeichnet die gesamte intraventrikuläre Erregungsdauer. Die QT-Zeit wird als absolute QT-Zeit (Normwerte bis maximal 440 ms) gemessen und unter Verwendung der Herzfrequenz rechnerisch korrigiert.

#### ST-Strecke
Die ST-Strecke ist null bzw. isoelektrisch, weil beide Kammern vollständig erregt sind. Sie sollte keine Hebung über 0,2 mV in zwei benachbarten Ableitungen aufweisen. Ihr Anfangspunkt definiert gleichzeitig die Nulllinie im EKG. Ihr Ende markiert den Beginn der Repolarisation des Herzens. Eine ST-Strecken-Hebung indiziert einen Sauerstoffmangel und kann auf einen drohenden Herzinfarkt hinweisen.
Das EKG enthält den Namen des Untersuchten mit Datum und Uhrzeit. Meist sind auch die Werte der Herzfrequenz und der oben bezeichneten Strecken oder computererstellte Diagnosen aufgedruckt.

## Diagnostik

Prinzip der Entstehung eines EKG

Die Befundung des bei einer elektrokardiographischen Untersuchung zur Diagnostik erstellten EKGs sollte entsprechend einem festen Schema erfolgen. Hilfreich bei der Interpretation ist ein EKG-Lineal.

### Interpretationsschema (Beispiel)

#### Rhythmus
- Sinusrhythmus: regelmäßige P-Wellen vorhanden und P-Wellen positiv in Ableitung II und III
- Keine P-Wellen oder sägezahnartige Vorhoferregung
  - regelmäßig
    - schmaler Kammerkomplex: z. B. Vorhofflattern oder AV-Knoten-Reentry-Tachykardie
    - breiter Kammerkomplex: z. B. Ventrikuläre Tachykardie

  - unregelmäßig: Vorhofflimmern

#### Frequenz
- Normal 60 bis 100 Schläge/min
- über 100 Schläge/min → Tachykardie
- unter 60 Schläge/min → Bradykardie

#### Überleitung
Die Überleitung zwischen Vorhof und Kammer
bei Verlängerung (PQ > 0,2 s) oder Ausfall von Überleitungen spricht man von einer AV-Blockierung

#### Form des Kammerkomplexes
- Bei Verbreiterung über 0,1 s inkompletter, über 0,12 s kompletter Schenkelblock?
- R-Verlust oder Q als Zeichen einer abgelaufenen Myokardschädigung
- S in Ableitung I, II, und III (SISIISIII-Typ) oder S in I und Q in III (SIQIII-Typ) als Zeichen einer akuten Rechtsherzbelastung (etwa als Lungenembolie)

#### Erregungsrückbildung
- Ischämiezeichen
  - Infarkt? (ST-Strecken-Hebung > 0,1 mV über der Hinterwand oder > 0,2 mV über der Vorderwand in zwei benachbarten Ableitungen. Erstickungs-T)
  - Angina Pectoris (ST-Strecken-Senkung)
- Elektrolytstörungen
- QT-Intervall-Dauer, bei Verlängerung Gefahr bösartiger Rhythmusstörungen

#### Nulllinie
Die Nulllinie wird auch als dauerhafte isoelektrische Linie bezeichnet. Sie tritt auf, wenn keine Potentialdifferenz zwischen zwei Ableitpunkten anliegt (keine elektrische Aktivität des Herzens) und daher auch weder ein positiver noch ein negativer Ausschlag erkennbar ist. Sie ist typisch für eine Asystolie.

#### Lagetyp

Lagetypen im Cabrerakreis

Mit dem Lagetyp bezeichnet man die Verlaufsrichtung der elektrischen Erregungsausbreitung von der Herzbasis zur Herzspitze relativ zur Körperachse (elektrische Herzachse). Er kann einerseits etwas aussagen über die anatomische Stellung des Herzens im Brustkorb, andererseits über asymmetrische Verdickungen des Herzmuskels bei einer chronischen Belastung oder auch als Zeichen dienen für eine Größenzunahme bei einer akuten Belastung (beispielsweise Rechtslagetyp bei einer akuten Lungenembolie).
Physiologisch ist ein Steil- bis Linkstyp, wobei bei Neugeborenen ein Steiltyp vorherrscht. Mit zunehmendem Alter dreht sich die elektrische Herzachse nach links, sodass beim alten Menschen meist ein Linkstyp besteht.
Die Bestimmung des Lagetyps erfolgt am einfachsten und schnellsten, indem man die Extremitätenableitungen I und aVF betrachtet. Sind beide positiv, können nur physiologische Lagetypen in Betracht kommen und nur in bestimmten Fragestellungen ist es jetzt noch relevant, diese exakt voneinander zu unterscheiden, was man aber dennoch in jedem Fall in Ruhe tut. Für die Notfalldiagnostik jedoch ist dies ein sehr hilfreicher Ansatz für die zügig zu erledigende Bewertung eines EKGs. Sind I oder aVF oder gar beide negativ, kann entweder das EKG verpolt sein, d. h. falsch angelegt, oder es sind mehr oder weniger schwerwiegende Pathologien in Betracht zu ziehen und das nachfolgende Schema für die exakte Lagetypbestimmung anzuwenden.
Mit Hilfe des Cabrerakreises, welcher üblicherweise auf jedem EKG-Lineal aufgetragen ist, als Bild vor Augen sucht man in den Extremitätenableitungen (Einthoven und Goldberger) zunächst die Ableitung mit der größten R-Zacke. Sei dies beispielsweise die Ableitung aVF, so vergleicht man diese mit den R-Zacken der auf dem Cabrerakreis benachbarten Ableitungen, in diesem Falle II und III. Ist Ableitung II größer als III, so liegt ein Steiltyp vor, umgekehrt ein Rechtstyp. Alternativ sucht man sich die senkrechte Linie zu aVF, also die I, auf, und schaut, ob diese positiv oder negativ ist, wenn diese positiv ist dann handelt es sich wieder um einen Steiltyp, ansonsten um einen Rechtstyp. Um die Ableitung aVR in die Lagetypbestimmung mit einbinden zu können, wird sie an der isoelektrischen Linie gespiegelt. Manche EKGs zeichnen die so entstehende Ableitung −aVR eigenständig auf, meist misst man jedoch lediglich die R-Zacke.
Ein ganz besonderer, aber nicht zwingend pathologischer Fall liegt beim sogenannten Sagittaltyp vor, der besteht, wenn sich die elektrische Herzachse aus der normalen Frontalebene herausbewegt und beginnt, senkrecht dazu zu stehen. Dies macht sich durch S- oder Q-Zacken in I, II und/oder III bemerkbar, z. B. beim sogenannten S1Q3-Typ oder beim S1S2S3-Typ. Die weiter oben skizzierte Methode würde auch einen klassischen Lagetyp in diesem Fall generieren, dieser wäre aber objektiv falsch, daher ist auf solche Veränderungen besonders im Verdachtsrahmen einer möglichen Lungenembolie oder bei einer Rechtsherzbelastung zu achten.

### Erregungsbildungsstörungen

#### Vorhofflimmern
Ein Vorhofflimmern erkennt man an einer absoluten Arrhythmie der Kammer, die QRS-Komplexe folgen in zufällig wechselnden Zeitabständen aufeinander. Die P-Welle ist nicht vorhanden, stattdessen sieht man häufig ein leichtes Zittern der Grundlinie, das sich gelegentlich vom normalen, messbedingten Zittern der Kurve wenig unterscheidet. Bei lang bestehendem Vorhofflimmern kann die isoelektrische Linie auch glatt verlaufen.

#### Vorhofflattern
Beim typischen Vorhofflattern ist in den Ableitungen II, III und aVF meist ein sehr charakteristisches Sägezahnmuster der Grundlinie erkennbar.

### Erregungsleitungsstörungen

#### Atrioventrikulärer Block (AV-Block)
Einen AV-Block I° (ersten Grades) erkennt man an einer Verlängerung des PQ-Intervalls auf über 0,2 s.
Bei einem AV-Block II° Typ 1 (auch Wenckebach oder Mobitz I genannt) wird das PQ-Intervall von Mal zu Mal länger, dann fällt ein QRS-Komplex ganz aus und es folgt eine weitere P-Welle, diesmal mit QRS-Komplex. Beim AV-Block II° Typ 2 (auch Mobitz oder Mobitz II genannt) (benannt nach dem Kardiologen Woldemar Mobitz) fällt plötzlich ein QRS-Komplex aus, ohne dass zuvor das PQ-Intervall länger geworden ist. Fällt jeder zweite QRS-Komplex aus, kann sowohl ein Wenckebach- als auch ein Mobitz-Block vorliegen.
Beim AV-Block III° wird die Vorhoferregung (P-Welle) nicht auf die Herzkammer übergeleitet. Falls existent springt ein sekundärer Schrittmacher im Bereich der Herzkammer (AV-Knoten, His-Bündel, bei deren Defekt Tawara-Schenkel) ein. Dieser ventrikuläre Ersatzrhythmus hat nur eine Frequenz um 40 Schläge pro Minute oder langsamer. Entsprechend niedrig ist auch der Puls des Patienten. Im EKG finden sich regelmäßige P-Wellen und, hiervon unabhängig und deutlich langsamer, relativ breite Kammerkomplexe.
Da ein AV-Block II° Mobitz in einen AV-Block III° degenerieren kann, ist hierbei eventuell eine Versorgung mit einem Herzschrittmacher notwendig. Dabei hängt es aber von weiteren Faktoren, wie dem Auftreten von Symptomen wie Schwindel etc. ab, ob tatsächlich ein Herzschrittmacher eingesetzt werden sollte. Vermehrt werden bei Ausdauersportathleten AV-Blockierungen I. und II. Grades (letztere sehr vereinzelt, oft nachts auftretend) diagnostiziert, die mit Veränderungen des vegetativen Nervensystems zusammenhängen und lediglich regelmäßige Verlaufskontrollen nötig machen, dabei aber keine Einschränkungen der sportlichen Aktivität nach sich ziehen.
AV-Blöcke III. Grades machen das Einsetzen eines Schrittmachers unbedingt erforderlich.

#### Schenkelblock
Von einem kompletten Schenkelblock spricht man bei einer QRS-Komplexdauer > 0,12 s, inkomplett ist der Block bei einer QRS-Breite von 0,1 bis 0,12 s. Es können, abhängig vom blockierten Tawara-Schenkel, Rechtsschenkelblock, Linksschenkelblock sowie linksanteriorer und
linksposteriorer Hemiblock unterschieden werden.

#### Präexzitationssyndrome

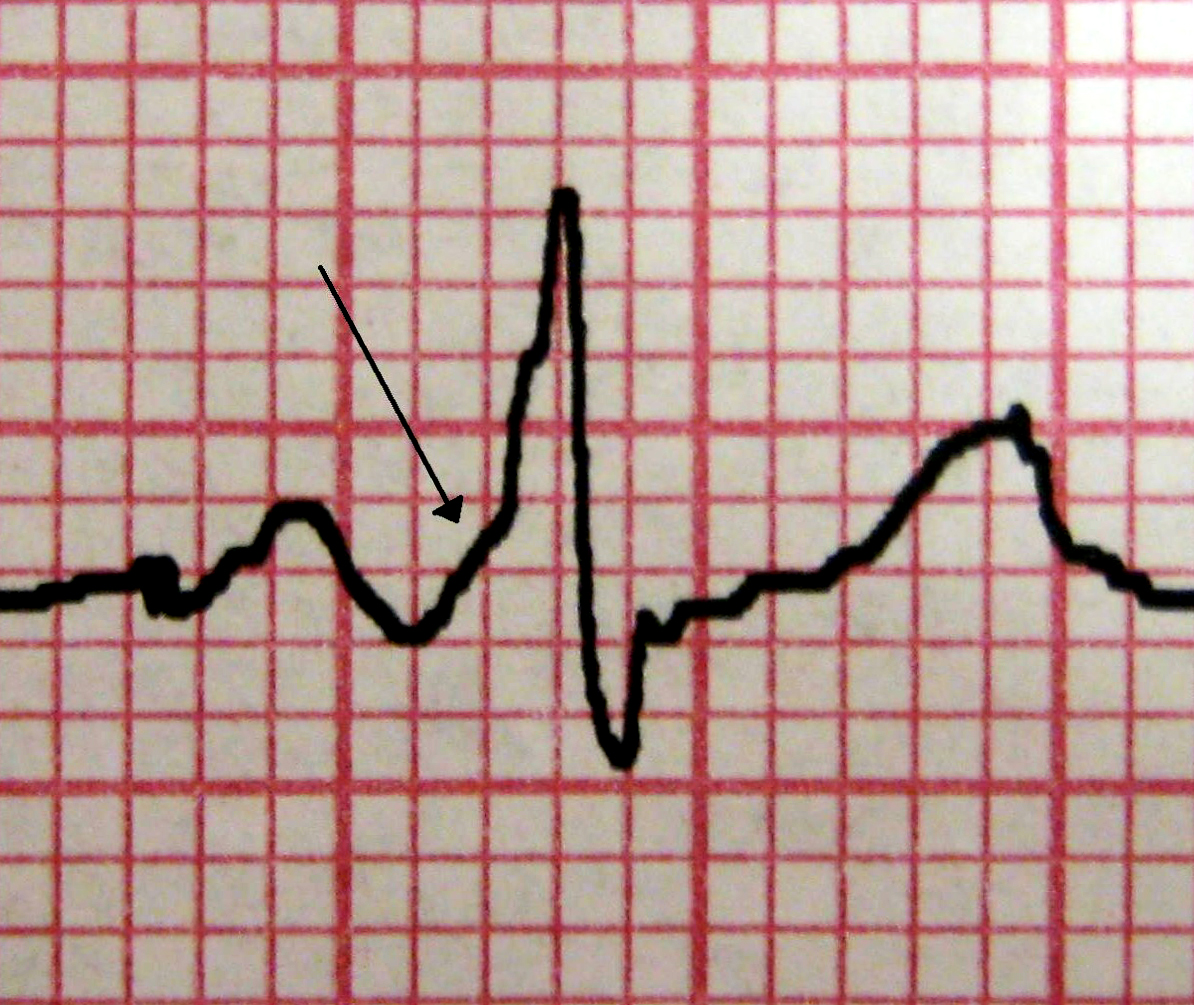
Delta-Welle im EKG

Besteht eine zusätzliche elektrische Verbindung zwischen Vorhöfen und Kammern neben dem AV-Knoten, so kann es zu einer vorzeitigen Erregung der Herzkammer kommen. Im EKG findet sich eine kleine positive Welle (rampenförmiger Aufstrich) direkt vor dem QRS-Komplex, die sogenannte Delta-Welle. Ein Beispiel für eine AV-Reentrytachykardie mit Präexzitation ist das WPW-Syndrom.

### Erregungsrückbildung
EKG-Zeichen der Erregungsrückbildung sind die ST-Strecke und die T-Welle sowie, falls vorhanden, die U-Welle.

#### Herzinfarkt
Ein ausgedehnter (transmuraler) akuter Herzinfarkt äußert sich meist in einer horizontalen ST-Strecken-Hebung (ST-elevation myocardial infarction, ein Myokardinfarkt mit ST-Strecken-Hebungen). Daneben sind auch Herzinfarkte ohne ST-Hebung möglich, so genannte nicht-transmurale Infarkte (oder Nicht-ST-Hebungsinfarkt, NSTEMI).
Mit Hilfe des EKGs kann eine Lokalisation des Infarktes vorgenommen werden. Die Ableitungen I, aVL, V1–5 weisen auf die Vorderseitenwand, II, III und avF auf die inferiore Wand hin. In den jeweils nicht betroffenen Ableitungen erscheint eine korrespondierende ST-Senkung. Daneben kann auch der zeitliche Verlauf des Infarktes bestimmt werden, der in verschiedenen Stadien typische Veränderungen zeigt.

#### Elektrolytstörungen
Eine Hypercalciämie äußert sich in einer verkürzten, eine Hypocalciämie in einer verlängerten QT-Strecke.
Eine Hyperkaliämie kann zu (zeltförmig) erhöhten T-Wellen und zur Verkürzung der QT-Strecke führen. Eine Hypokaliämie kann zu einer ST-Strecken-Senkung mit Auftreten einer U-Welle, zu einer QRS-Verbreiterung, zu einer Abflachung der T-Welle und zu einer Verlängerung der QT-Strecke führen (cave: Torsade de pointes).

#### Medikamente
Eine ganze Reihe von Medikamenten können die Erregungsrückbildung verändern. Häufig sind Verlängerungen der QT-Dauer (z. B. Amiodaron) mit der Gefahr gefährlicher Rhythmusstörungen. Digitalis bewirkt harmlose muldenförmige ST-Strecken-Senkungen.

#### QT-Syndrom

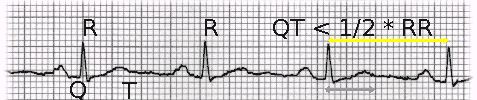
Falls QT < 1/2 RR, dann ist QT normal

Bei einer frequenzkorrigierten Verlängerung des QT-Intervalls, dem QT-Syndrom oder Long-QT-Syndrom, kann es zu bedrohlichen Herzrhythmusstörungen kommen. Deutlich seltener ist das ebenfalls mit bösartigen Rhythmusstörungen einhergehende Short-QT-Syndrom.

### Herzgröße

#### Vorhofhypertrophie
Die Vorhöfe werden gleichmäßig und annähernd radiär über die Arbeitsmuskulatur erregt, ohne spezifisches Reizleitungssystem wie in den Herzkammern. Entscheidend ist der Abstand vom Sinusknoten: Der erste Teil der P-Welle spiegelt die Aktivität des rechten, der zweite Teil die des linken Vorhofs.
- P-dextroatriale (= P-pulmonale): Bei rechtsatrialer Hypertrophie ist die P-Welle in II, III, aVF und V1 über 0,20 mV erhöht und nicht verbreitert.
- P-sinistroatriale: Bei Hypertrophie des linken Vorhofs wird zwar die P-Fläche (Vektor ÂP) proportional zur Vorhofhypertrophie größer; aufgrund der verlängerten Leitungswege kommt es jedoch zu einer Verlängerung der P-Dauer (P-Breite) über 0,11 sec, die P-Welle ist oft doppelgipfelig (besonders in I, II, V6), während die P-Höhe meist nicht zunimmt.[15]
- P-biatriale: Sind beide Vorhöfe betroffen, findet man neben der Erhöhung des ersten Teils der P-Welle eine sehr ausgeprägte P-Wellen-Verlängerung und Doppelgipfligkeit. In den Brustwandableitungen V1 und V2 wird der Winkel α zwischen beiden P-Anteilen mit zunehmender Belastung des rechten Vorhofs steiler (über 45°).[15]

Domänen des Echokardiogramms (USKG) sind die Messung der Vorhofdilatation sowie die Diagnose von Raumforderungen, Klappen- und Septumdefekten. Im Gegensatz zum Elektroatriogramm (Vorhof-EKG) können für das USKG keine Grenzwerte der Vorhofhypertrophie benannt werden, ebenso nicht für die Volumetrie des rechten Vorhofs.

#### Kammerhypertrophie
Zeichen der Vergrößerung der Ventrikel ist der Sokolow-Lyon-Index. Weniger gebräuchlich sind der Lewis-Index (linksventrikuläre) und der Whitebock-Index (rechtsventrikuläre Hypertrophie).

## Besonderheiten bei Kindern
Die oben beschriebenen Normwerte beziehen sich größtenteils auf Erwachsene. Im Laufe der kindlichen Entwicklung kommt es im Herzen zu funktionellen und strukturellen Veränderungen. EKG-Normwerte im Kindes- und Jugendalter sind grundsätzlich altersbezogen zu werten. Für viele Normwerte gibt es typische Perzentilen-Verläufe. Die beiden auffälligsten Unterschiede beim Kind sind die Herzfrequenz und der Lagetyp. Kinder haben normalerweise deutlich höhere Herzfrequenzen als Erwachsene. Bei Neugeborenen wird eine Herzfrequenz < 100 Schläge/min bereits als Bradykardie bezeichnet. Auf Grund der höheren Herzfrequenz sind auch PQ-Intervall, QRS-Breite sowie QT-Zeit im Vergleich zum Erwachsenen in unterschiedlichem Maße verkürzt. Während Neugeborene noch als Lagetyp einen Rechtstyp zeigen, wandert dieser im Laufe der Entwicklung bis zur Pubertät immer weiter nach links bis zum Erreichen eines für Erwachsene normalen Lagetyps (s. o.).